# Kamel Kherkhache
Kamel Kherkhache (Mostaganem, 21 marzo 1973) è un ex calciatore algerino, di ruolo attaccante.

## Carriera

### Club
Ha sempre militato in club algerini.

### Nazionale
Con la Nazionale algerina ha preso parte alla Coppa d'Africa 2002.